# Stary Zdrój (struga)
Stary Zdrój (także Kanał Zdrojowy) – struga na wyspie Wolin, w gminie Międzyzdroje, w powiecie kamieńskim, w województwie zachodniopomorskim.
Długość cieku wodnego wynosi 2,8 km, a powierzchnia zlewni 3,7 km².
Struga bierze swe źródło w centrum miasta Międzyzdroje, skąd płynie na południe w kierunku Zalewu Szczecińskiego. Stary Zdrój biegnie na pograniczu Mierzei Świny i Pasma Wolińskiego. Uchodzi do jeziora Wicko Małe w okolicach wsi Zalesie. 
Stary Zdrój jest odbiornikiem ścieków oczyszczonych.